# Malajowie

Malajska kobieta z dzieckiem, ok. 1928

Malajowie (malajski orang Melayu) – zróżnicowana grupa etniczna zamieszkująca Półwysep Malajski oraz część Archipelagu Malajskiego, tereny współczesnej Malezji, Singapuru, Brunei, Indonezji i Tajlandii. W Malezji, gdzie nazywani są oni Bumiputera, stanowią 62% ogółu populacji; w Indonezji etniczni Malajowie stanowią zaledwie 4% populacji. W Indonezji Malajowie zamieszkują pewne obszary Sumatry i Kalimantanu, a w Tajlandii – głównie cztery południowe regiony kraju (Yalu, Narathiwat, Satun oraz Pattani). Wskutek imigracji (głównie z Chin i południowej Azji) stali się mniejszością w Singapurze. Zajmują się myślistwem, rybołówstwem, handlem morskim. Mają rozwinięte rzemiosło (tkactwo, ceramika) oraz bogaty folklor (m.in. lalkowy teatr cieni, liryczne czterowiersze, zwane pantunami). Posługują się językiem malajskim z wielkiej rodziny austronezyjskiej. W większości wyznają islam sunnicki, który jest elementem ich tożsamości etnicznej.
Termin „Malajowie” może także określać tzw. „rasę malajską”. Pojęcie rasy malajskiej ma szerszy charakter i obejmuje wiele innych grup etnicznych na terenie Azji Południowo-Wschodniej, tj. użytkowników zróżnicowanych języków z rodziny austronezyjskiej (zob. też: ludy austronezyjskie). Mianem Archipelagu Malajskiego lub Nusantary określa się ogół wysp Azji Południowo-Wschodniej i Oceanii, gdzie język Malajów przyjął się w roli lingua franca (od Sumatry na zachodzie po nadbrzeżne obszary Nowej Gwinei na wschodzie).